# Anomalocaris
Anomalocaris je rod pravěkého dravého bezobratlého živočicha (členovce), žijící v období prvohorního kambria. Lovil pravděpodobně drobné členovce, jako byli trilobiti. Byl to jeden z prvních velkých dravců této planety. Měl dvě dlouhá chapadla, kterými si podával kořist k ústům, ve kterých měl zuby. Anomalocaris měl dvě poměrně velké oči. Fosilní pozůstatky tohoto tvora byly objeveny v burgeské vrstvě v Kanadě, ale také v Číně, Austrálii, Utahu a v dalších státech.
Původní odhady velikosti udávaly rodu Anomalocaris až 1 metr (nebo dokonce 2 metry) délky, novější odhady se však pohybují spíše kolem 40 cm. Anomalokaris pravděpodobně plaval pomocí zvlněných výstupků, které mu vybočovaly z těla. Tento bezobratlý predátor dokázal rychle a obratně plavat a vyhledávat kořist, kterou svými chapadly a zuby lovil.

## V populární kultuře
Anomalocaris se objevil v množství vědeckých filmových dokumentů. V dvojdílném dokumentu První život od Davida Attenborougha byl v animaci podle pravdy popisován jako jeden z prvních velkých dravců, ukázány byly rovněž zkameněliny rodu. Dále se objevil v prvním díle dokumentu Triumf obratlovců od Davida Attenborougha, kde figuruje na začátku dokumentu v animaci, jak pronásleduje myllokunmingiu, vyskytl se i v titulu Země: vznik planety a první části trojdílného seriálu Putování s pravěkými monstry od BBC.

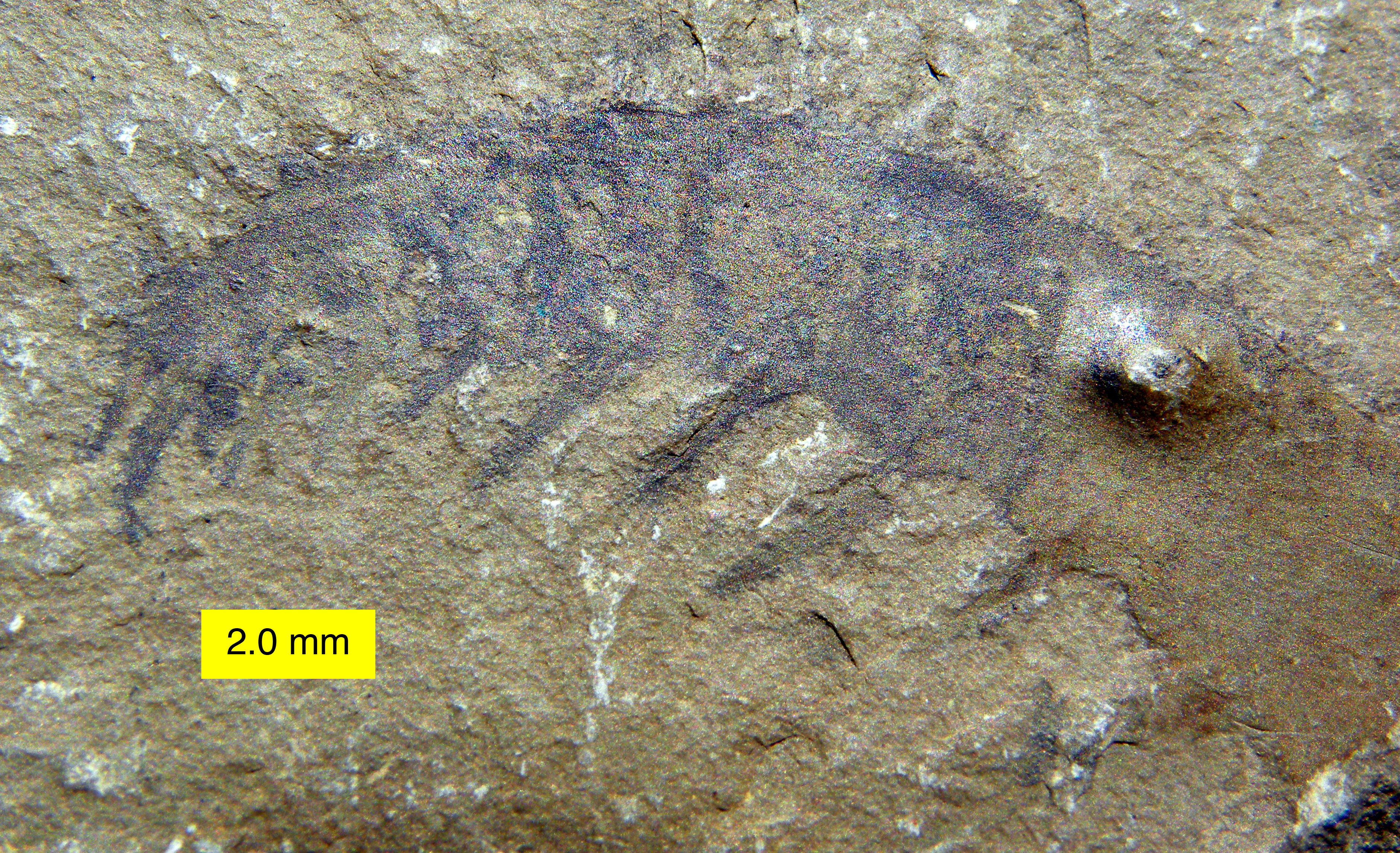
"Chapadlo" anomalokarise
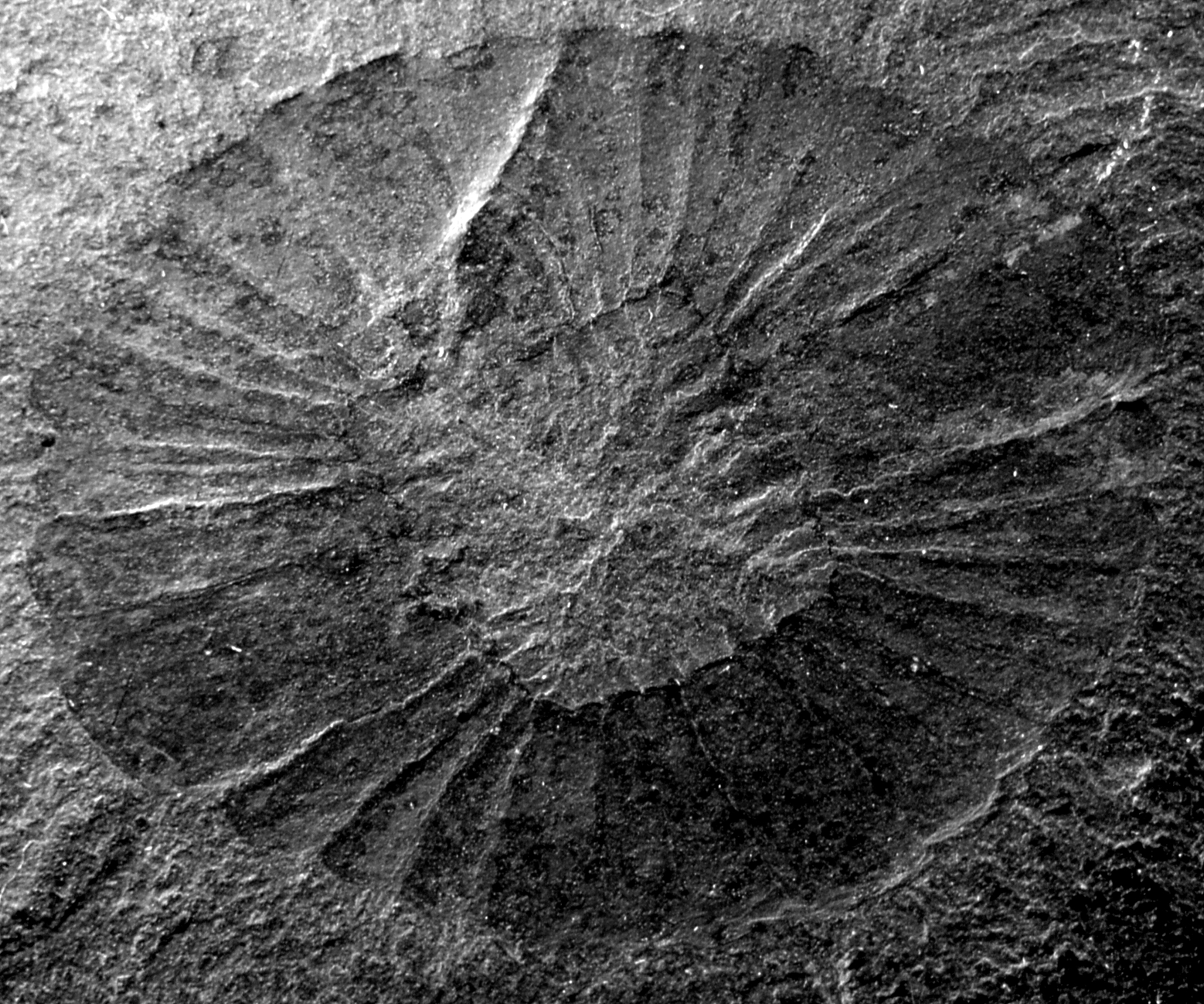
Čelisti anomalokarise